# Oberems VS
| VS ist das Kürzel für den Kanton Wallis in der Schweiz. Es wird verwendet, um Verwechslungen mit anderen Einträgen des Namens Oberems zu vermeiden. |

Oberems (walliserdeutsch: Oberäms) ist eine Munizipalgemeinde und eine Burgergemeinde im deutschsprachigen Teil des Schweizer Kantons Wallis. Sie gehört zum Bezirk Leuk.

## Geschichte
Mit der Trennung von Leuk im Jahr 1238 wurde Oberems zur selbstständigen Gemeinde. Um 1350 wurde die Gemeinde erstmals von der Pest heimgesucht. Gut 100 Jahre später wurde am 18. Januar 1457 ein erstes Reglement der Gemeinde Ober-Ems erlassen. Eine zweite Pestperiode, die nur 10 bis 15 % der Einwohner überlebten, folgte im frühen 16. Jahrhundert. 1727 wurde die Pfarrei Ems gegründet. Mit dem Einfall der Franzosen ins Wallis 1799 kam es im Mai zur Schlacht bei Pfyn und der Brandschatzung des Dorfes Unterems. 1818 starben am 12. März gegen 12:00 Uhr bei einem Lawinenniedergang vom Emshorn sechs Menschen. Verheerend wütete 1891 ein Feuer, bei dem der Weiler Widenbrunnen vollständig abbrannte. Zahlreiche Familien und Personen wurden obdachlos. Im Jahre 1908 wurde in Oberems ein Schulhaus erbaut. Am 17. Januar 1918 erfolgte die Gründung der Raiffeisenkasse Ems. Zwischen 1922 und 1925 wurde in der Gemeinde ein Kraftwerke der Illsee Turtmann AG erbaut, das am 26. Februar 1925 in Betrieb genommen wurde. Ein Jahr später gab es erstmals elektrisches Licht in der Gemeinde. Die öffentliche Wasserversorgung wurde zwischen 1929 und 1934 aufgebaut. Im Jahr 1932 erfolgten der Bau einer Mühle und Säge im Dorf. Neue Bewässerungsanlagen für die Landwirtschaft entstanden 1943. Zwischen 1947 und 1958 gab es ein Gemeindebackhaus in Widenbrunnen. Grössere Strassenbaumassnahmen gab es mit dem Bau einer Forststrasse von Oberems bis zur Erzwäsche im Turtmanntal (12,5 km) 1948 und dem Bau der Strasse Oberems Dorf nach dem Weiler Bielen (1 km) 1951. Zwei Jahre später wurde die neue Kirche in Oberems eingeweiht. Ab 1951 existiert die LTUO (Luftseilbahn Turtmann-Unterems-Oberems AG).
Zwischen 1959 und 1963 entstand die erste grosse Lawinenverbauung am Emshorn. Der Bau einer Strasse vom Weiler Tuminen (Ergisch) nach Unterems und Oberems (5,3 km) erfolgte ebenfalls in dieser Zeit. Von 1964 bis 1968 wurde eine neue Wasserversorgung mit Reservoir erbaut und das Hydrantennetz in die Weiler erweitert. 1977 erfolgte die Gründung des Verkehrsvereins, heute Tourismusverein Oberems – Turtmanntal. Von 1985 bis 1996 wurde die Abwasserkanalisation mit Anschluss an die ARA Radet hergestellt, 1987 die Zivilschutzanlage, der neue Konsum und die Mehrzweckhalle in Betrieb genommen. Zwischen 1998 und 1999 erfolgte die Verkabelung des Stromnetzes im Dorf und 2002 und 2003 der Bau des neuen Werkhofes und des Feuerwehrlokals. In 2003 und 2004 kam es zur Restauration des Backofens und Backhauses im Dorf.
Am 22. Dezember 2004 wurde gemäss Urteil des Bundesgerichtes (IP.525/2004/ggs) das Turtmanntal hälftig aufgeteilt, nach Urteil des Kantonsgerichts des Kanton Wallis vom 5. Juli 2004. 2006 erfolgte die Erstellung eines Sportplatzes mit diversen Nutzungsmöglichkeiten und im Oktober 2007 die Neugestaltung des Kirchenplatzes.

## Bevölkerung
| Bevölkerungsentwicklung | Bevölkerungsentwicklung | Bevölkerungsentwicklung | Bevölkerungsentwicklung | Bevölkerungsentwicklung | Bevölkerungsentwicklung | Bevölkerungsentwicklung | Bevölkerungsentwicklung | Bevölkerungsentwicklung | Bevölkerungsentwicklung |
| ----------------------- | ----------------------- | ----------------------- | ----------------------- | ----------------------- | ----------------------- | ----------------------- | ----------------------- | ----------------------- | ----------------------- |
| Jahr                    | 1802                    | 1850                    | 1900                    | 1950                    | 2000                    | 2010                    | 2012                    | 2014                    | 2016                    |
| Einwohner               | 153                     | 166                     | 202                     | 150                     | 125                     | 135                     | 134                     | 127                     | 123                     |

## Bilder

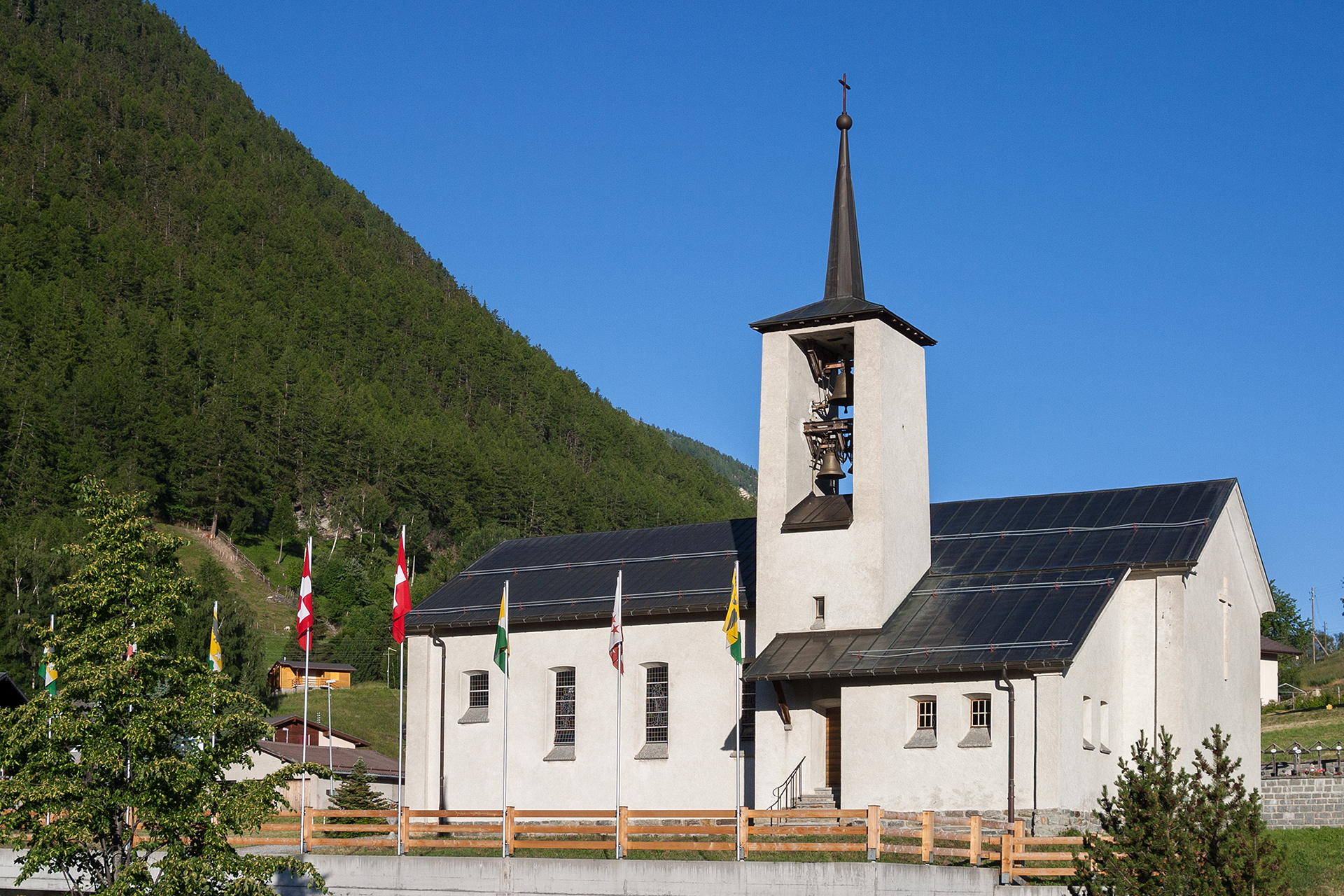
Kirche
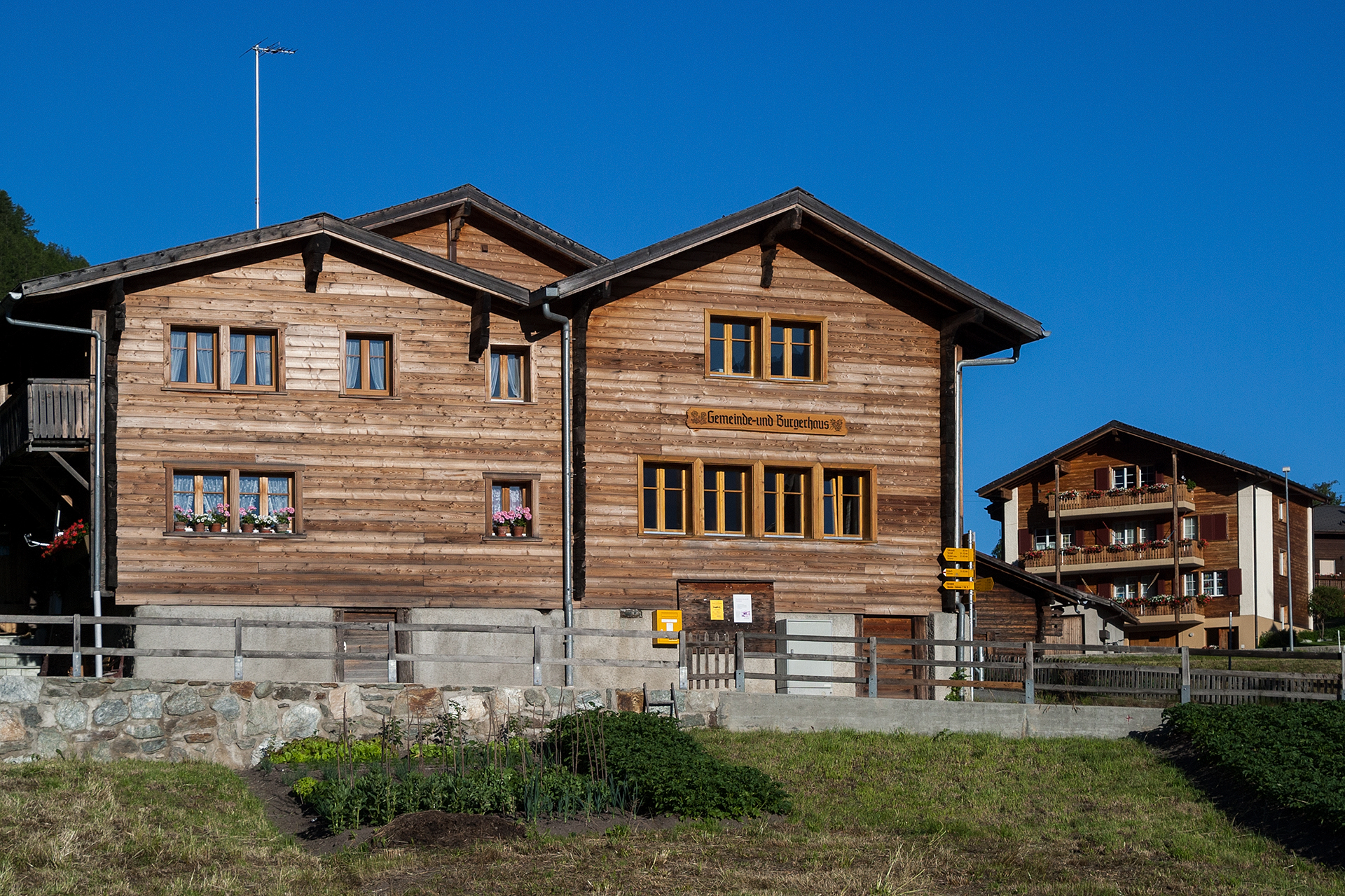
Gemeinde- und Burgerhaus
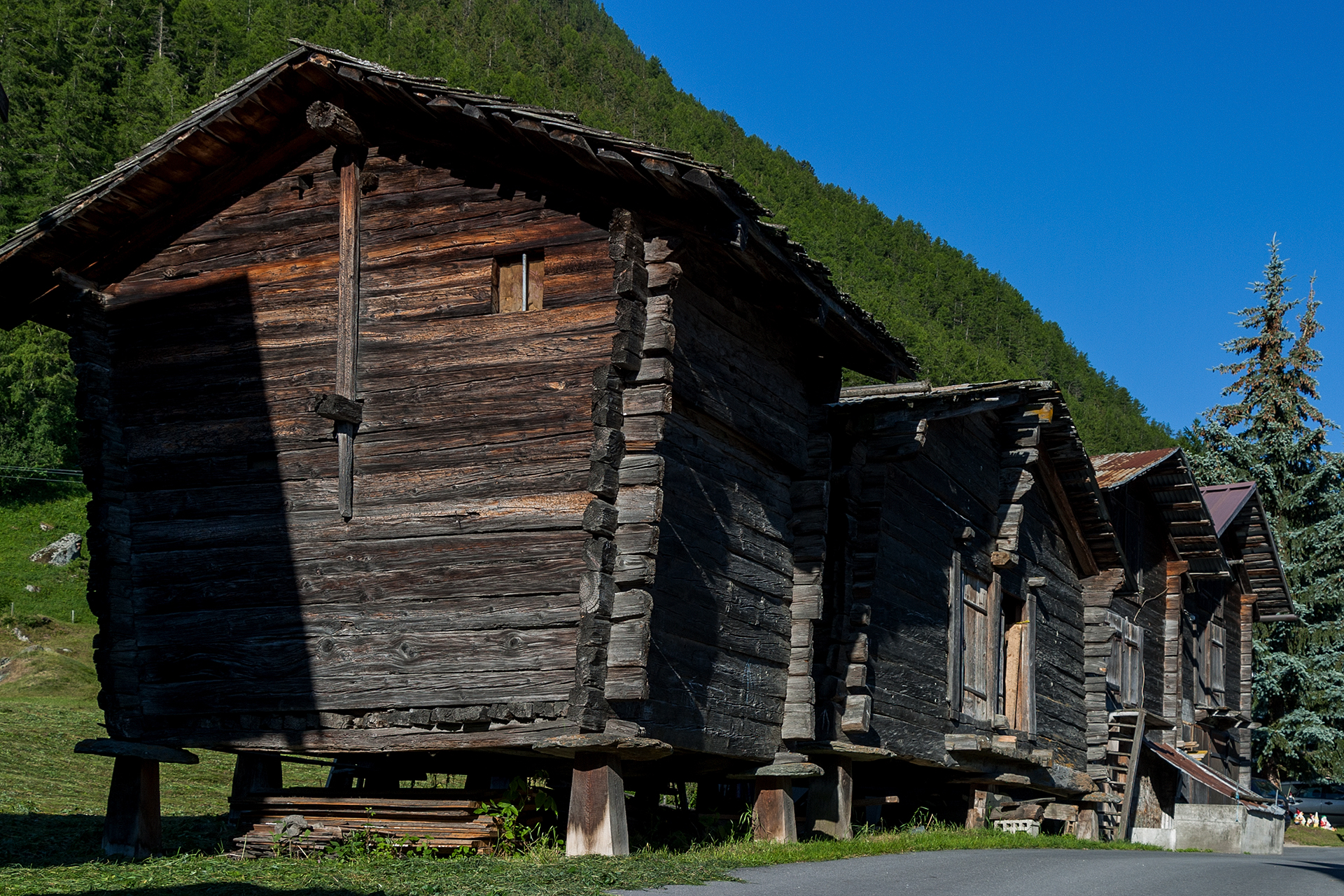
Walliser Stadel